# Lindmania phelpsiae
Lindmania phelpsiae är en gräsväxtart som beskrevs av Lyman Bradford Smith. Lindmania phelpsiae ingår i släktet Lindmania och familjen Bromeliaceae. Inga underarter finns listade i Catalogue of Life.